# 波兰邮局保卫者纪念碑

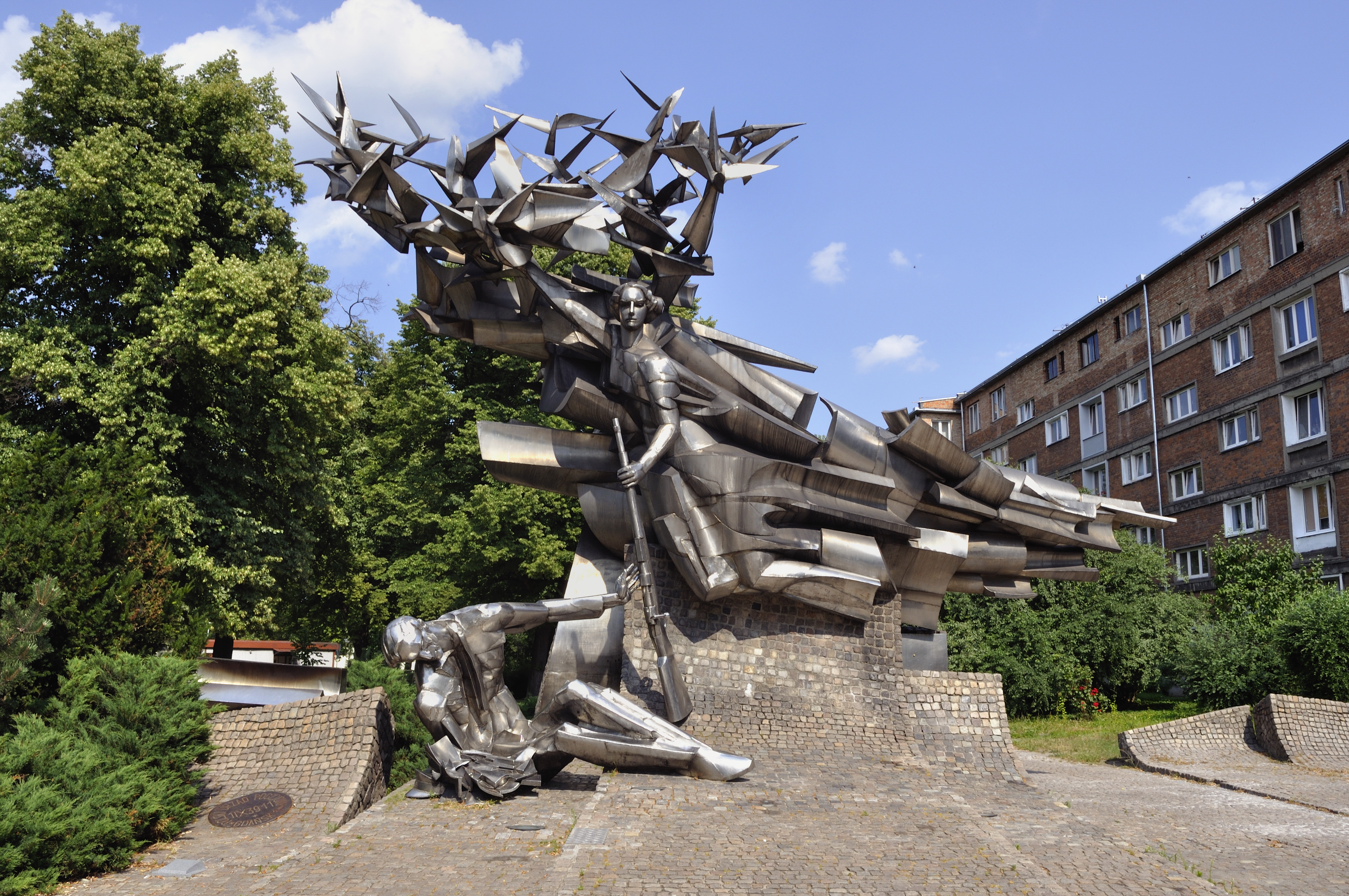

波兰邮局保卫者纪念碑（Pomnik Obrońców Poczty Polskiej）位于波兰格但斯克[格但斯克老城|老城]]或市中心的波兰邮局保卫者广场（Plac Obrońców Poczty Polskiej），用于纪念1939年9月1日的但泽波兰邮局保卫战的参与者，由温森蒂·库奇马和克里斯蒂娜·哈伊多-库奇玛设计，于1979年9月1日揭幕（第二次世界大战爆发40周年纪念日）。纪念碑由波兰邮政出资修建。雕像描绘了一位垂死的邮递员，胜利女神尼刻向他递上了来复枪，信件从打开的邮袋中倾泻而出。人物融入到风格化的海浪中，海浪上点缀着和平鸽。

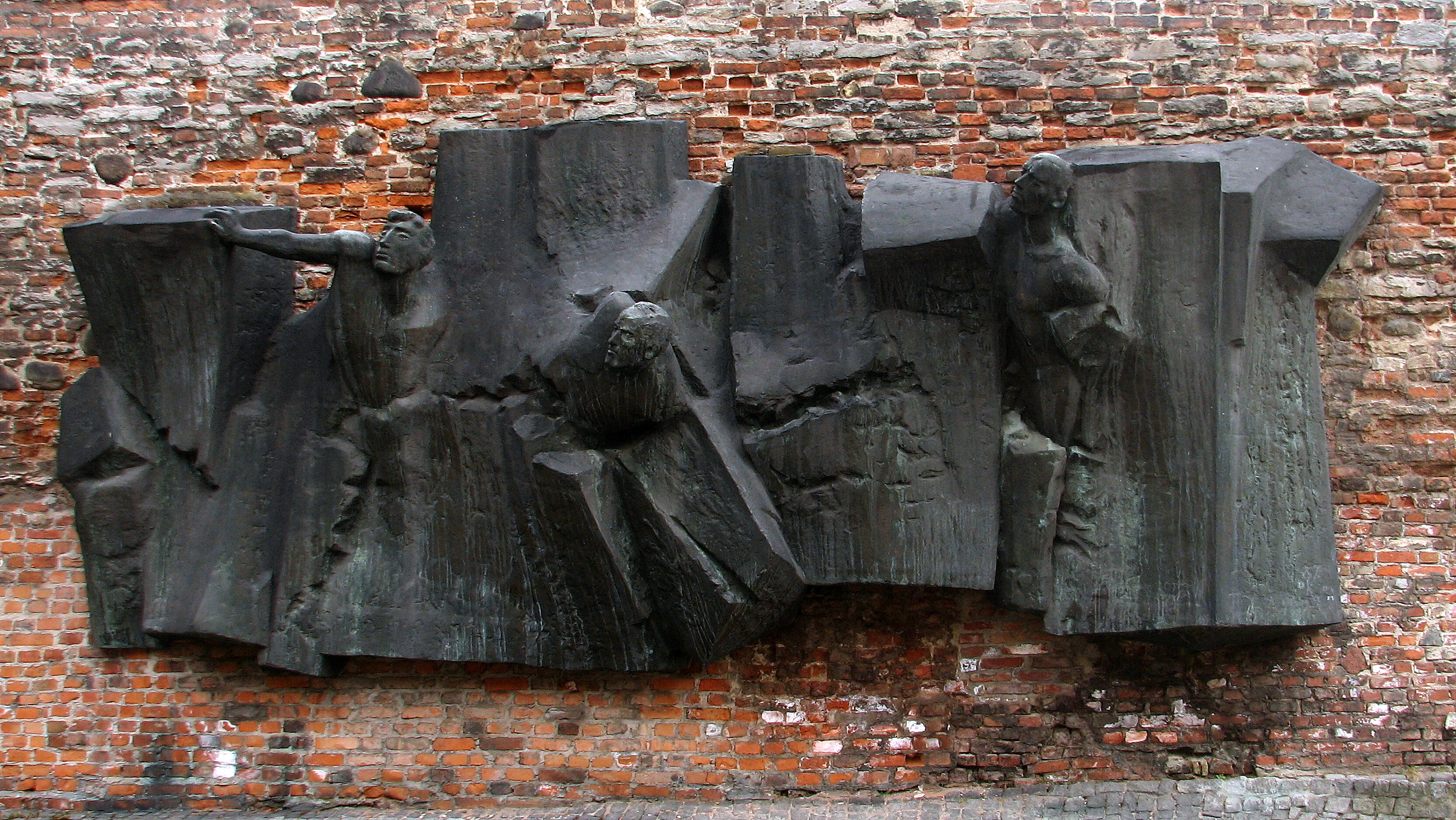

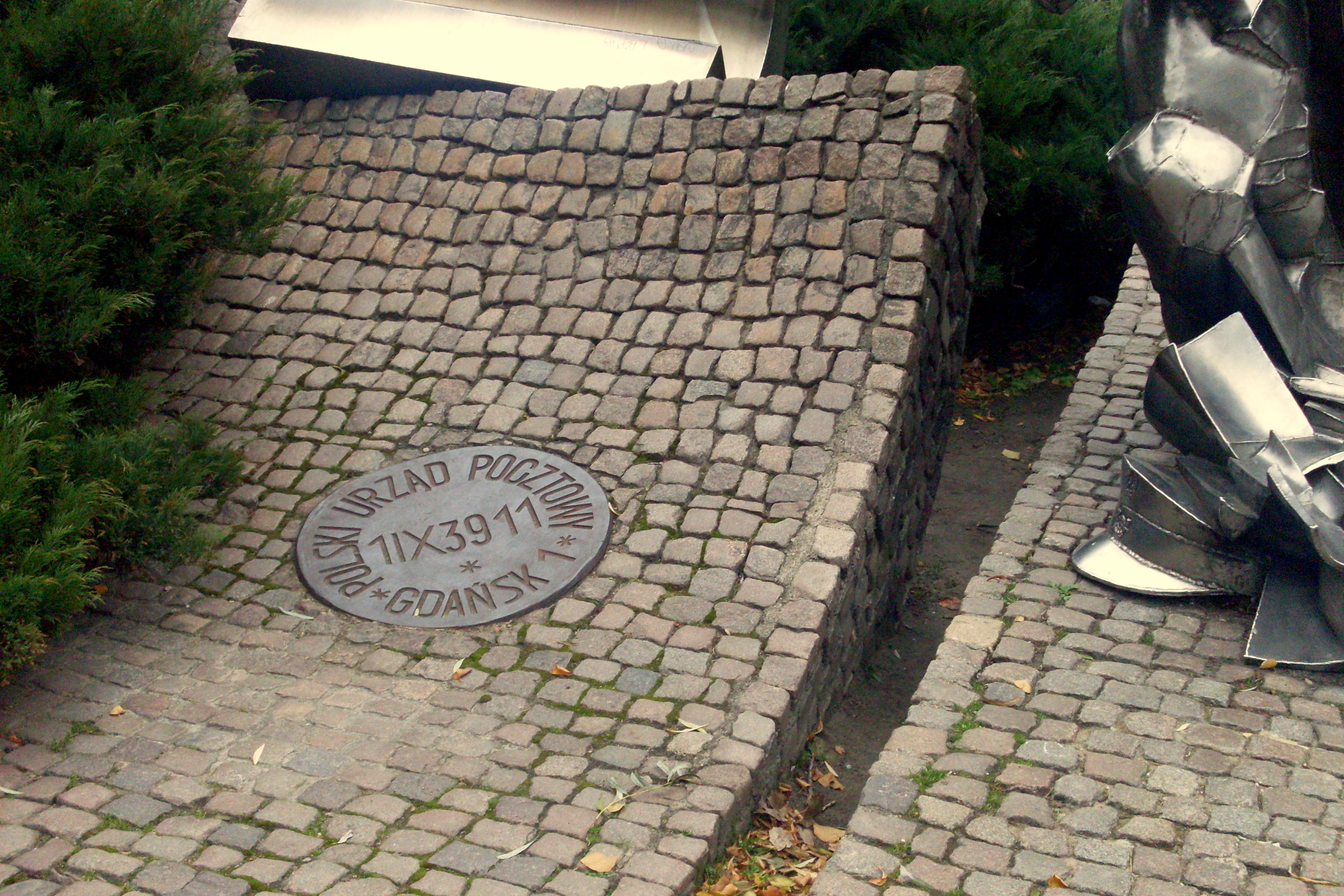

纪念碑是由不锈钢制成。总高9米。除了作者和他在克拉科夫的同事外，还有15名格但斯克炼油厂工人参加制作材料。原邮局庭院的墙上还有一面青铜浮雕墓志铭，作者是玛丽亚和齐格弗里德·科尔帕斯基。波兰统一工人党中央委员会第一书记爱德华·盖莱克为纪念碑揭幕。
根据设计师的构思，这座纪念碑与琴斯托霍瓦保卫祖国阵亡者纪念碑（1985年）和华沙起义纪念碑（1989年）构成三联组。